# European Open 2017
L'European Open 2017 è stato un torneo di tennis giocato sui campi in cemento indoor nella categoria ATP Tour 250 nell'ambito dell'ATP World Tour 2017. È stata la seconda edizione del torneo. Gli incontri si sono giocati alla Lotto Arena di Anversa, in Belgio, dal 16 al 22 ottobre 2017.

## Partecipanti

### Teste di serie
| Nazionalita | Giocatore            | Ranking* | Testa di serie |
| ----------- | -------------------- | -------- | -------------- |
| Belgio      | David Goffin         | 10       | 1              |
| Francia     | Jo-Wilfried Tsonga   | 18       | 2              |
| Australia   | Nick Kyrgios         | 21       | 3              |
| Argentina   | Diego Schwartzman    | 26       | 4              |
| Spagna      | David Ferrer         | 30       | 5              |
| Uruguay     | Pablo Cuevas         | 32       | 6              |
| Francia     | Benoît Paire         | 38       | 7              |
| Ucraina     | Aleksandr Dolhopolov | 41       | 8              |

* Ranking al 9 ottobre 2017.

### Altri partecipanti
I seguenti giocatori hanno ricevuto una wild card per il tabellone principale:
- Nick Kyrgios
- Frances Tiafoe
- Jo-Wilfried Tsonga

I seguenti giocatori sono entrati nel tabellone principale passando dalle qualificazioni:

- Kenny de Schepper
- Aldin Šetkić
- Stefano Travaglia
- Stefanos Tsitsipas

### Ritiri
Prima del torneo
- Aljaž Bedene →sostituito da  Peter Gojowczyk
- Kyle Edmund →sostituito da  Ruben Bemelmans
- Richard Gasquet →sostituito da  Cedrik-Marcel Stebe
- Gaël Monfils →sostituito da  Julien Benneteau
- Donald Young →sostituito da  Serhij Stachovs'kyj

Durante il torneo
- Nikoloz Basilašvili
- Ivo Karlović
- Cedrik-Marcel Stebe

## Campioni

### Singolare
Jo-Wilfried Tsonga ha sconfitto in finale  Diego Schwartzman con il punteggio di 6–3, 7–5.
- È il sedicesimo titolo in carriera per Tsonga, il quarto della stagione.

### Doppio
Scott Lipsky /  Divij Sharan hanno sconfitto in finale  Santiago González /  Julio Peralta con il punteggio di 6–4, 2–6, [10–5].